# Li Ling (suvalka krogle)
Li Ling (kitajsko: 李玲; pinjin: Lǐ Líng), kitajska atletinja, * 7. februar 1985, Liaoning, Ljudska republika Kitajska.
Nastopila je na poletnih olimpijskih igrah v letih 2008 in 2012, ko je osvojila bronasto medaljo v suvanju krogle. Na svetovnih prvenstvih je najboljšo uvrstitev dosegla s četrtim mestom leta 2007, na azijskih prvenstvih je osvojila bronasto medaljo leta 2005.